# Ellen Kiessling
Pour les articles homonymes, voir Kiessling.
Ellen Kiessling (née le 17 février 1968 à Freital) est une athlète allemande spécialiste du demi-fond qui a concouru pour l'Allemagne de l'Est jusqu'à sa dissolution. Licenciée au Dresdner SC, elle mesure 1,65 m pour 52 kg.

## Biographie

### Palmarès
| Date | Compétition                    | Lieu      | Résultat | Épreuve | Performance   |
| ---- | ------------------------------ | --------- | -------- | ------- | ------------- |
| 1985 | Championnats d'Europe juniors  | Cottbus   | 3e       | 800 m   | 2 min 04 s 18 |
| 1989 | Championnats d'Europe en salle | La Haye   | 2e       | 800 m   | 2 min 01 s 24 |
| 1989 | Championnats du monde en salle | Budapest  | 3e       | 800 m   | 1 min 59 s 68 |
| 1989 | Coupe du monde des nations     | Barcelone | 4e       | 3 000 m | 8 min 54 s 50 |
| 1990 | Championnats d'Europe          | Split     | 2e       | 1 500 m | 4 min 08 s 67 |
| 1991 | Championnats du monde          | Tokyo     | 5e       | 1 500 m | 4 min 04 s 75 |
| 1994 | Championnats d'Europe          | Helsinki  | 7e       | 1 500 m | 4 min 20 s 79 |

### Records
| Épreuve      | Performance   | Lieu | Date |
| ------------ | ------------- | ---- | ---- |
| 1 500 mètres | 4 min 04 s 44 |      | 1989 |